# Doline
Pour les articles homonymes, voir Doline (homonymie).
Ne doit pas être confondu avec Trou bleu (géologie), Cénote ou Aven.

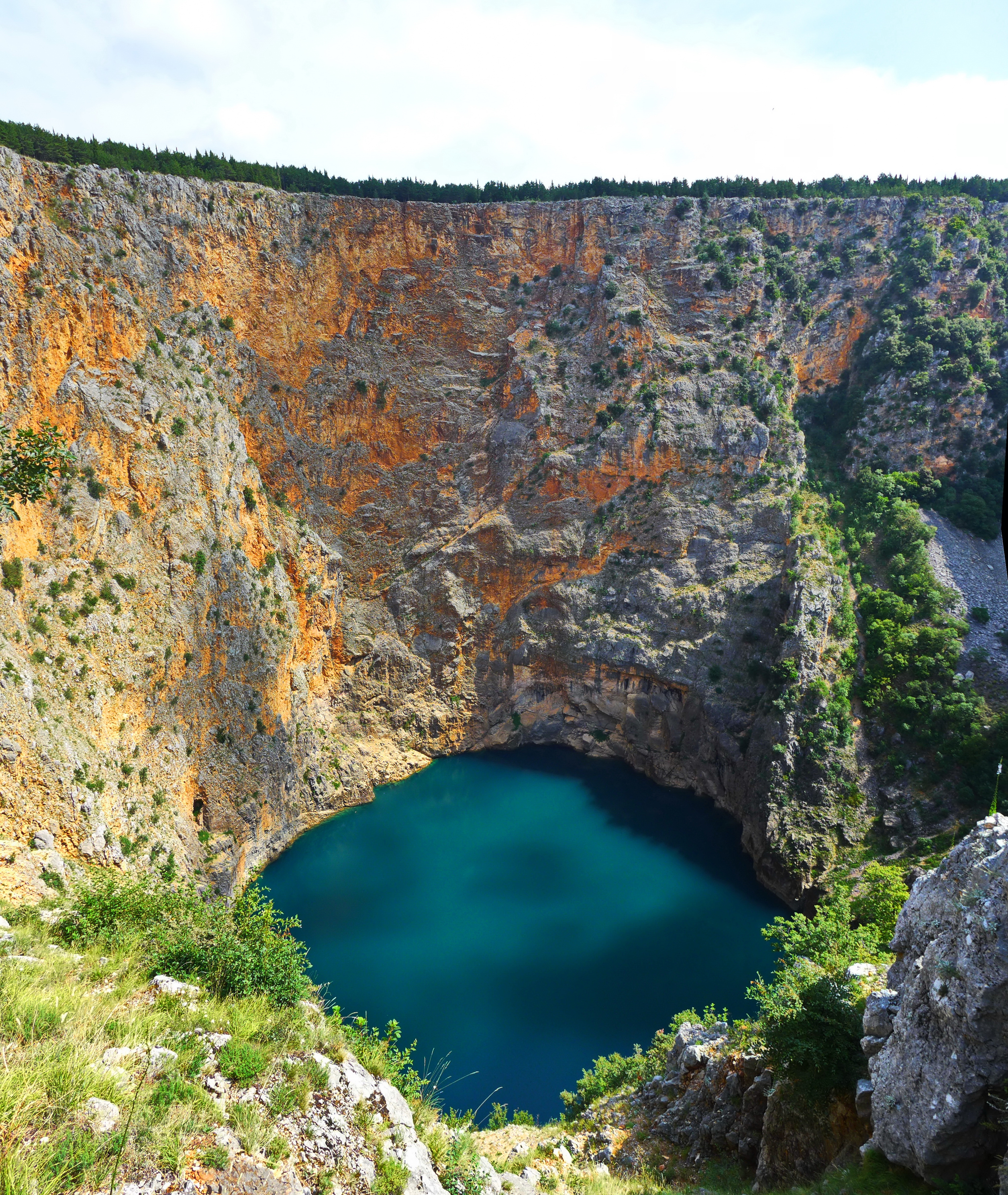
Le lac Rouge, une doline en Croatie.

Une doline est une forme caractéristique d'érosion des calcaires en contexte karstique. Lorsque la doline est remplie d'eau elle forme alors un cénote. La dissolution des calcaires de surface conduit à la formation de dépressions circulaires mesurant de quelques mètres à plusieurs centaines de mètres de diamètre. Leur fond est souvent occupé par des argiles de décalcification ou terra rossa (terre rouge), fertiles et plus ou moins imperméables. La rétention locale d'eau qu'elle permet les rend propices au développement d'un microclimat spécifique et d'une riche végétation, qui contraste avec le plateau calcaire environnant, leur conférant une fonction d'habitat et éventuellement de refuge naturel pour de nombreuses espèces.

## Étymologie
Le mot « doline » est d'origine slave (dolina signifie vallée en polonais, croate, serbe, slovène, slovaque et en russe), comme le mot « karst », plateau calcaire situé à cheval entre Slovénie et Italie, autour de Trieste. Il fait référence aux reliefs de la région qui s'étire des Alpes juliennes au Kvarner. Selon l'essayiste et écrivain italien Claudio Magris, les dolines y ont une végétation luxuriante en comparaison des pentes venteuses et neigeuses du Monte Nevoso.

## Termes locaux ou spécialisés
- Ouvala désigne plusieurs dolines coalescentes.
- Un poljé est une dépression de très grandes dimensions dont le fond présente des reliefs résiduels ou hums. L'évacuation de l'eau des dolines s'effectue par un embut ou puits absorbant, celle des poljés s'effectue par un ponor. Ils sont notamment présents dans le massif de la Sainte-Baume[3].
- Le terme emposieu peut désigner, dans le Jura, la perte d'un cours d'eau dans une cuvette ou une doline évoluée au fond communiquant parfois avec une cavité[4].
- Un sotch est parfois aménagé en lavogne (terme rouergat) dans le sud Massif central ou en boutasse dans la région lyonnaise[5]. Ce type d'aménagement de doline sert de collecteur d'eau de pluie, de réservoir et d'abreuvoir à bétail.
- Le cloup est le terme typiquement quercynois de la doline.
- Dans le Nord de la France, les dolines sont souvent associées à des creuses, et ne doivent pas être confondues avec des effondrements d'anciennes carrières souterraines (fontis), ou des séquelles de guerre telles que trous d'obus ou de mines (fréquentes dans une partie du Nord-Pas-de-Calais).
- Les cénotes, en territoire maya (Yucatan, Belize, Guatemala) peuvent être des dolines d'effondrement noyées.
- Les tiankengs sont de gigantesques dolines d'effondrement, à parois verticales, qui se rencontrent notamment en Chine d'où vient leur nom signifiant « trou de ciel », mais aussi en Papouasie-Nouvelle-Guinée, au Mexique. En français, on emploie aussi le terme « méga-doline ». Voir la liste des méga-dolines.
- Les sótanos sont de très grandes dolines d'effondrement, à parois verticales, qui sont nommées ainsi au Mexique principalement (exemple : Sótano de las Golondrinas).
- Les blue holes (littéralement trous bleus) sont des dolines d'effondrement, complètement noyées sous la surface d'un plan d'eau.
- Les black holes (littéralement trous noirs) sont des dolines de dissolution, noyées, présentes uniquement aux Bahamas, dont l'eau apparaît très sombre du fait de micro-organismes particuliers. L'un des plus connus est le black hole d'Andros[6].
- Les cahuges sont des dolines profondes se situant en Gironde (France).
- Un « scialet » dans le Vercors, Isère et Drôme.

## Formation
Contrairement à d'autres formes karstiques, la doline n'est pas due à la seule action directe des eaux par dissolution des calcaires, mais naît souvent d'un effondrement de la roche lorsque des cavités souterraines sont sub-affleurantes, proches de la surface. Le plafond de la grotte, alors trop mince, peut s'affaisser, créant une dépression en surface dans laquelle l'eau s'accumule plus facilement et y dépose par ravinement des argiles. L'ouverture par effondrement de la cavité sous-jacente crée un fontis ou aven.
En juin 2010, une doline s'est subitement formée dans la ville de Guatemala. Des pluies torrentielles, amenées par la tempête tropicale Agatha, et un système d'égouts défectueux auraient provoqué la création de cette doline. Elle a aspiré un immeuble haut de trois étages. Cette doline mesure environ 20 mètres de diamètre et 70 mètres de profondeur. En février 2007, une doline semblable s'était formée à quelque distance de cet endroit,.

## Classements des dolines

### Classement géologique selon la formation initiale
On distingue couramment trois types de dolines, en fonction de leur mode de formation géologique :
1. Dolines de dissolution ;
2. Dolines de suffosion ;
3. Dolines d'effondrement.

### Classement morphologique selon l'évolution
L'évolution de la forme d'une doline dépend de quatre facteurs[réf. nécessaire] :
1. La dissolution ;
2. Le comblement ;
3. L'évacuation ;
4. La désagrégation.

En fonction de ces quatre facteurs, plusieurs types morphologiques de dolines peuvent être distingués : dolines en baquet, en entonnoir, en cuvette, en chaudron, en soucoupe, en écuelle, etc.

Exemples de dolines
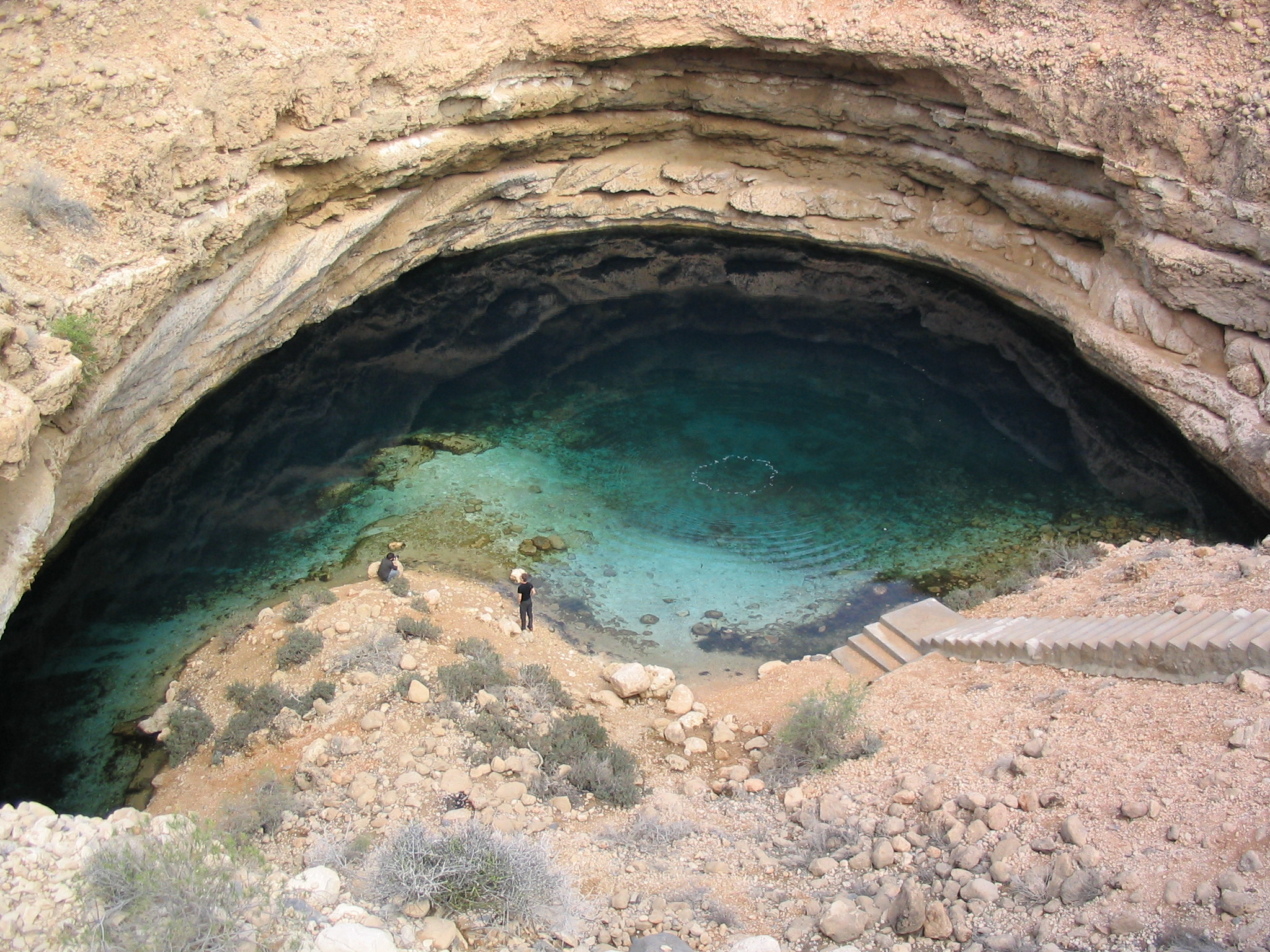
Doline inondée, sultanat d'Oman.
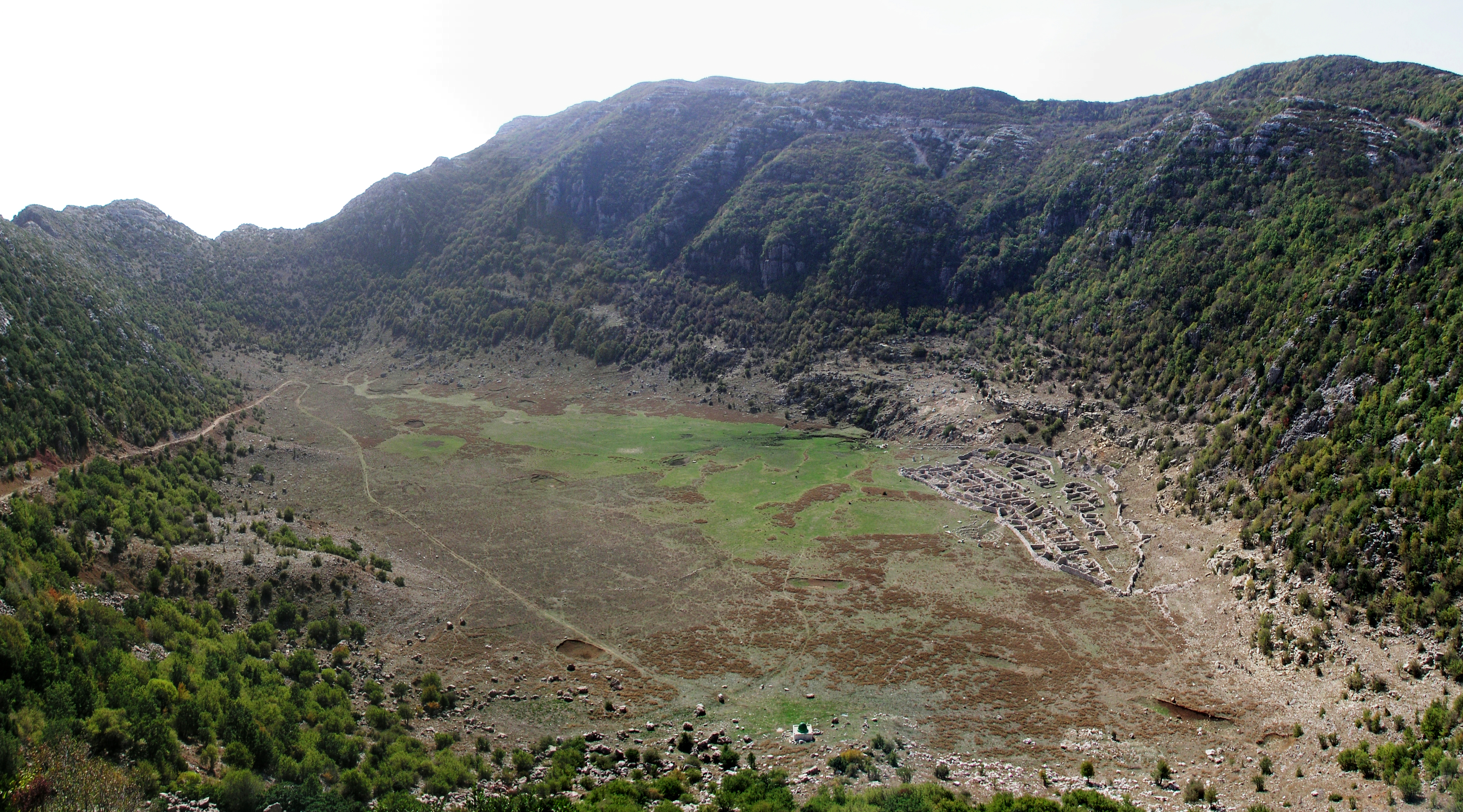
Grande doline près de Al Malek, Gouvernorat de Lattaquié, Syrie.
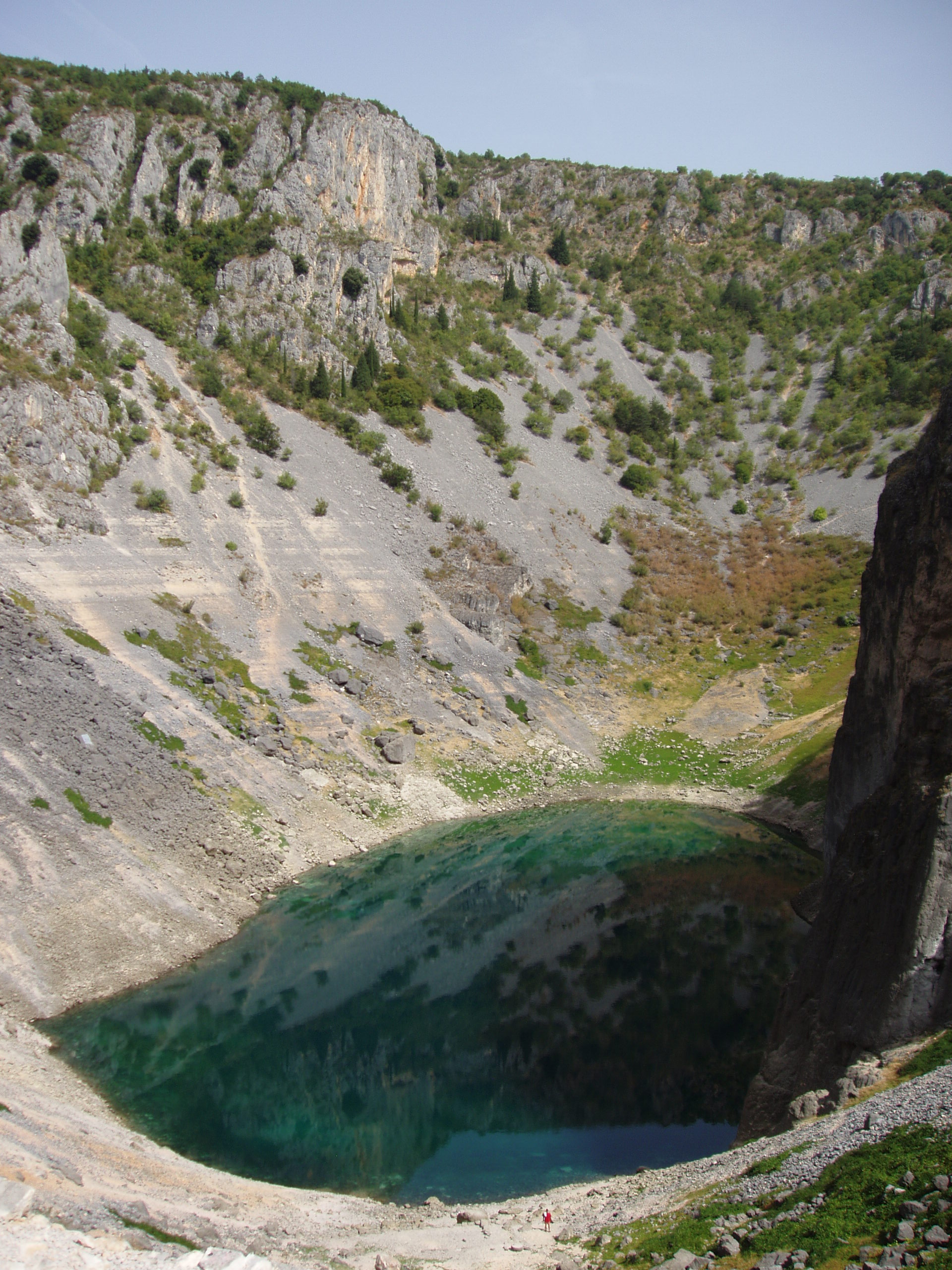
Une doline de grande taille : le lac Bleu en Croatie.
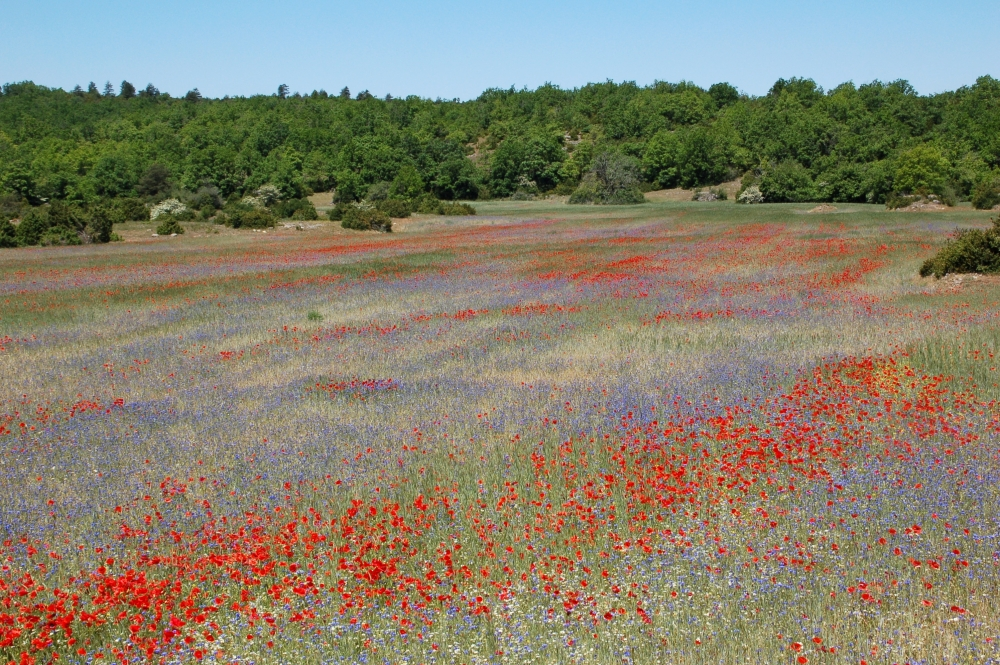
Un sotch planté de céréales (causse du Larzac), Le Caylar, Hérault, France.
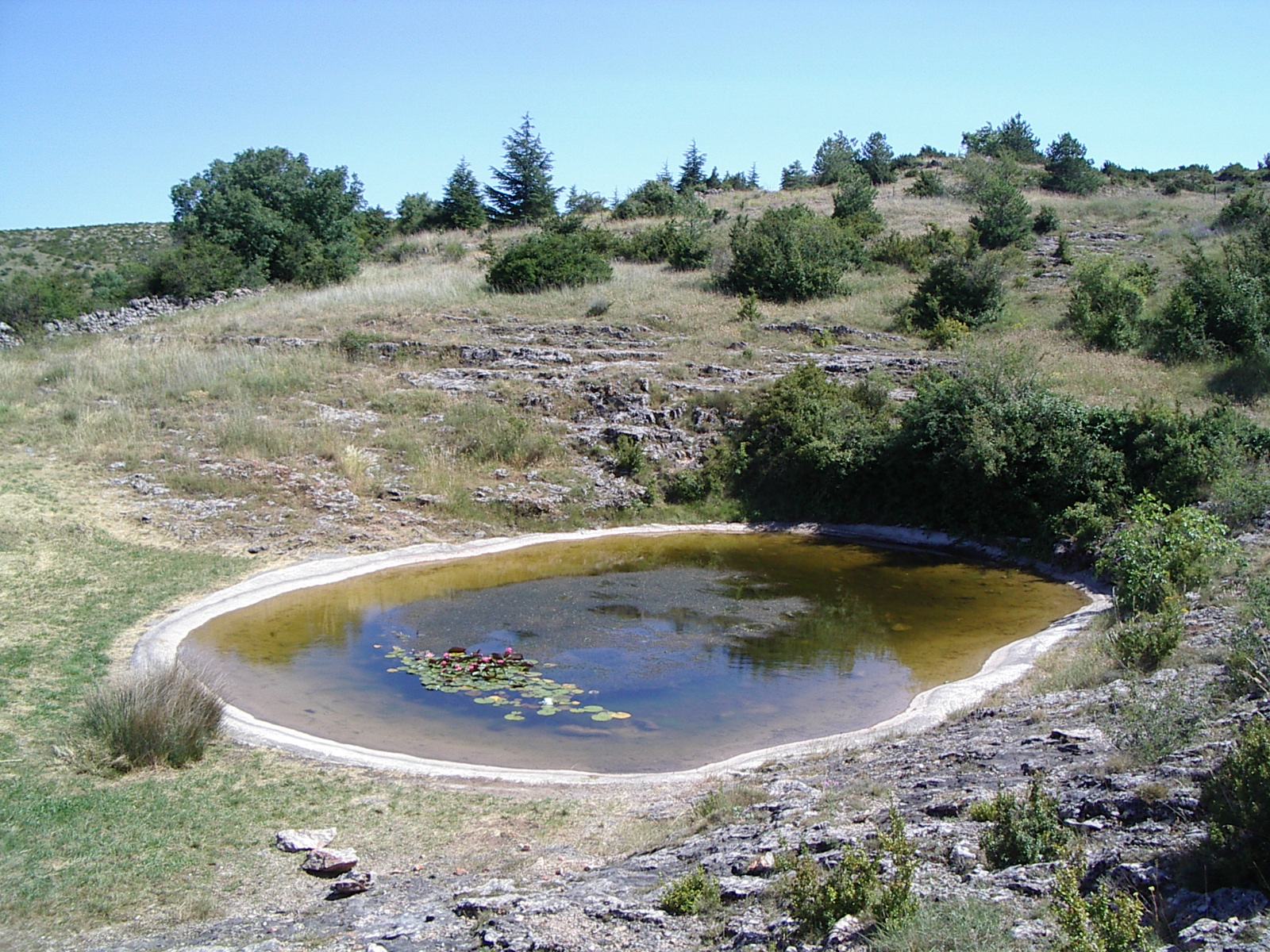
Un sotch aménagé en lavogne sur le causse de Blandas, Gard, France.
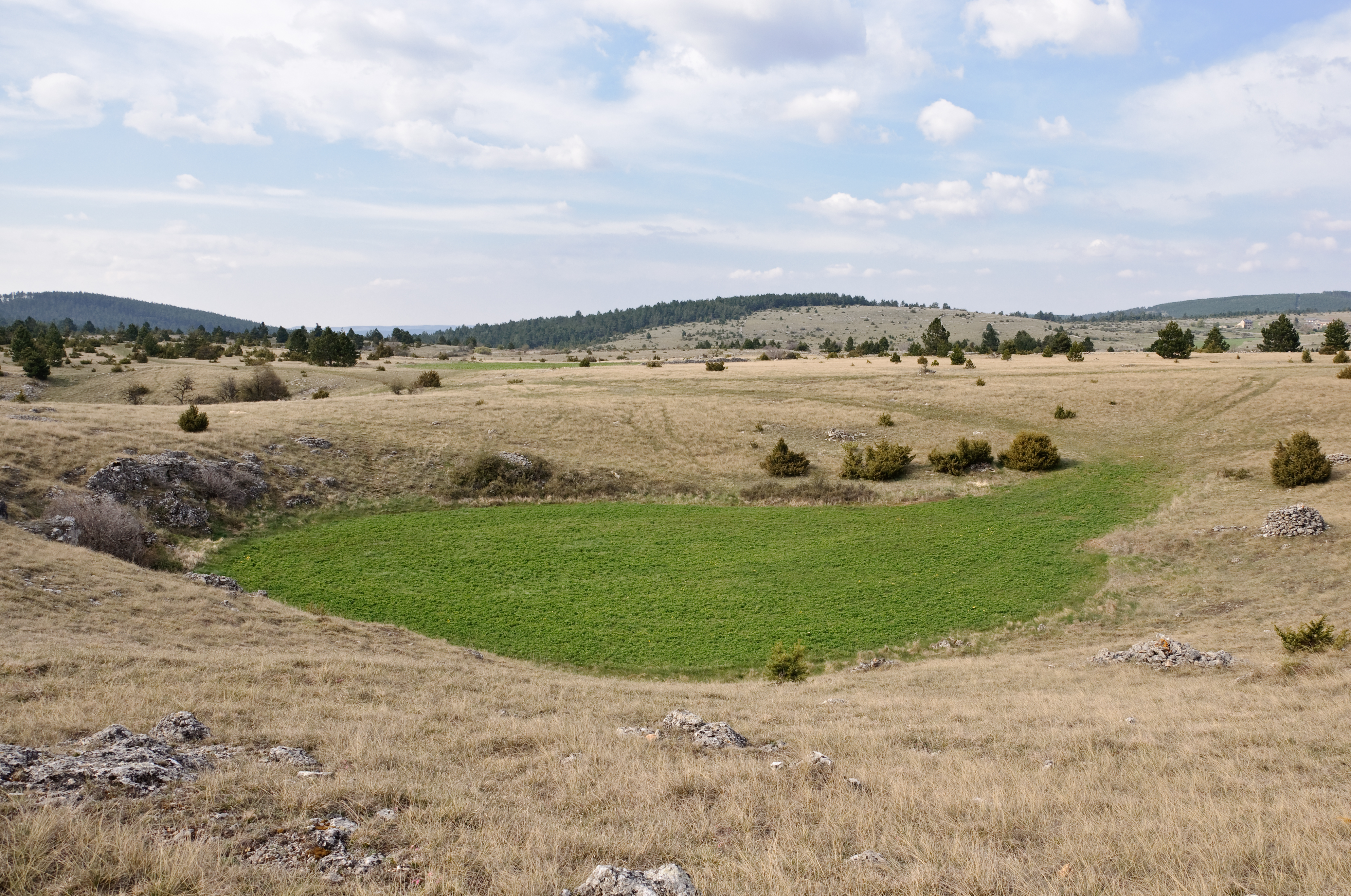
Doline sur le causse de Sauveterre, Ispagnac, Lozère, France.
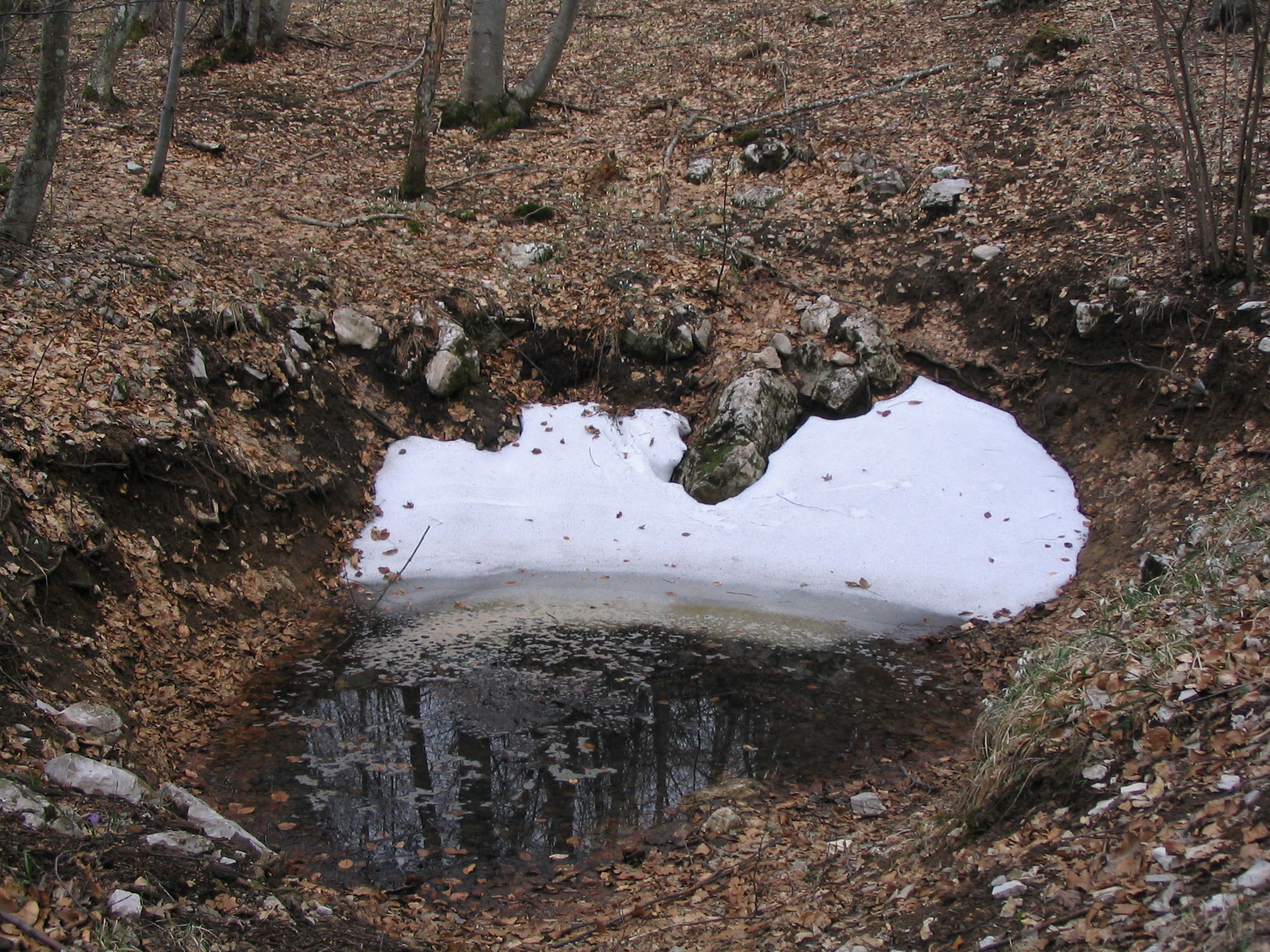
Petite doline au fond de laquelle des argiles permettent l'accumulation d'eau ou de neige, Trieste, Italie.
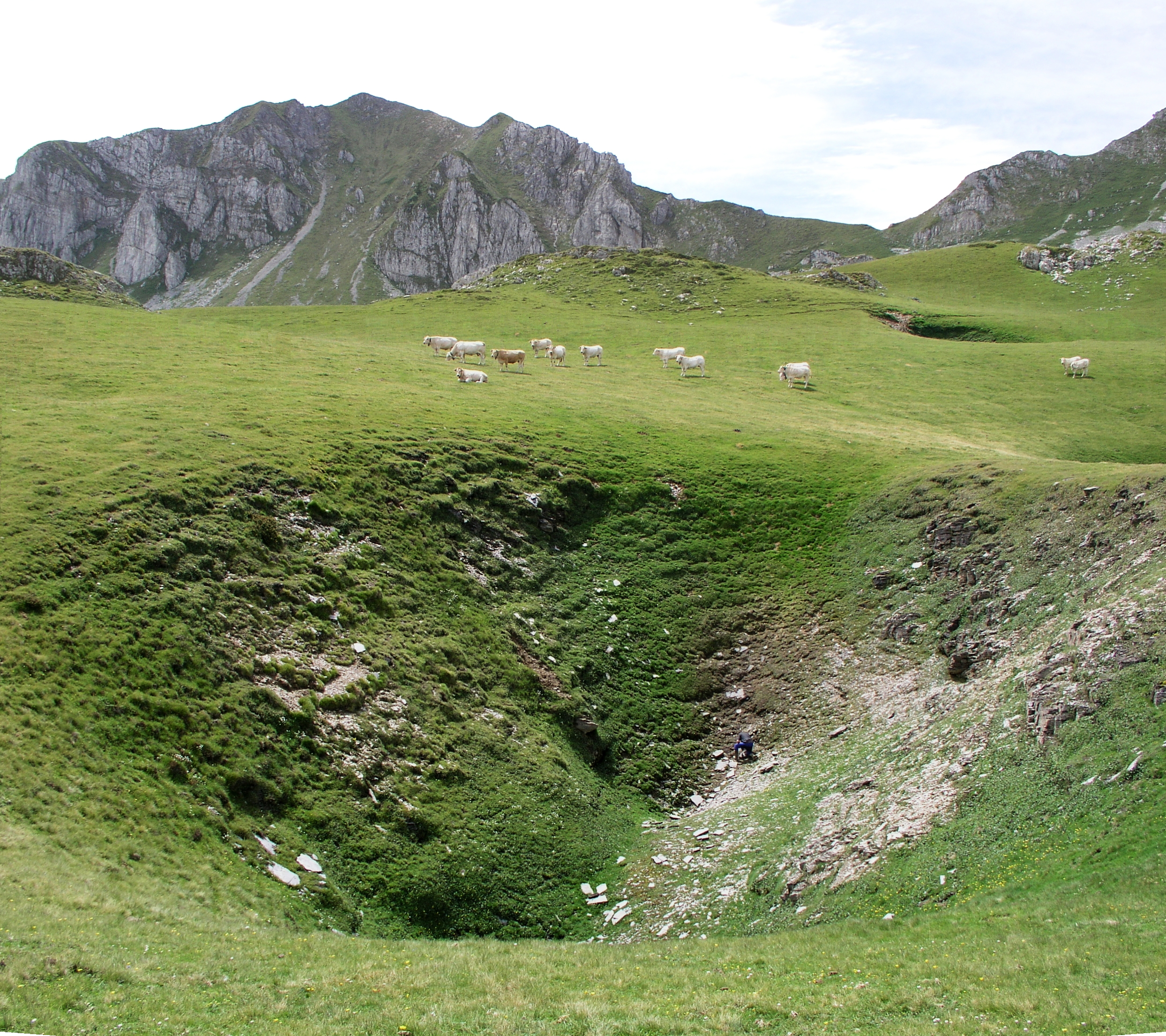
Doline sur le plateau de Lescaumère, Bielle, Pyrénées-Atlantiques, France.

## Dolines en tant qu'habitats naturels
Quand une doline se forme, un nouveau microclimat et de nouvelles pentes y apparaissent, constituant un milieu et habitat d'espèces très différent (plus frais et ombreux) de l'environnement initial, notamment en contexte forestier.
Dans la plupart des contextes géologiques, géomorphologiques et écopaysagers, ce nouvel habitat s'apparente à ceux des milieux de ravins ou de forêts de ravins, et d'entrées de grotte ou de certaines sources et puits.
Il a été démontré à partir de l'étude (de 2005 à 2012) de vingt dolines choisies en Hongrie dans des zones géographiques différentes qu'elles jouent à échelle écopaysagère un rôle particulier et important pour certaines espèces en termes de dispersion et de conservation. Dans ces 20 dolines, plus de 900 plantes vasculaires ont été relevées (sur 2000 placettes d'inventaires). Sans surprise, ces espèces ne sont pas identiques du nord au sud de la Hongrie, mais dans tous les cas, les dolines abritent des espèces, parfois rares ou très rares et/ou menacées en formant des réseaux de « micro-refuges climatiques » pour la conservation de certaines espèces de plantes vasculaires, éventuellement en connexion avec certaines anciennes carrières jouant potentiellement le même rôle ou en connexion plus ou moins indirecte avec des vallées karstiques jouant le même rôle. En France la vallée du Ciron a joué un rôle de refuge climatique, et abrite aussi des zones karstiques à dolines et d'anciennes carrières jouant ce rôle de refuge. Beaucoup de plantes de dolines, en particulier les espèces typiquement montagneuses, sont limitées au fond des dolines où les conditions environnementales appropriées, les plus fraiches, humides et ombreuses sont réunies. De plus, certaines géométries et orientations de doline favorisent aussi (au sol, sur substrat rocheux et en situation épiphyte) des espèces de forêts sèches et plus chaudes faisant de ces dolines de petits spots et réservoirs de biodiversité pour de nombreuses espèces de plantes vasculaires.
Les dolines présentent ainsi un double intérêt pour la géodiversité et la biodiversité, à notamment prendre en compte dans les études écopaysagères de trame verte et bleue (ou de SRCE en France) car « ces dolines deviendront probablement des refuges de plus en plus indispensables pour la biodiversité dans l'avenir avec le réchauffement climatique ».

## Menaces sur les dolines en tant qu'habitat
Les dolines sont un habitat utile ou indispensable à la circulation de certaines espèces typiques de leurs microclimats, dont les corridors de migration dits en « gués » ou en « pas japonais » (y compris sur des îles elles-mêmes en situation d'isolement biogéographique plus ou moins important), s'appuient sur les réseaux de mares, dolines, tourbière et fonds frais de ravins,,. Les principales menaces qui concernent les espèces animales, végétales et fongiques de dolines sont leur transformation en décharge sauvage, leur comblement, leur mise en culture, la création de carrières ou de golfs. L'eau et les habitats naturels humides qui lui sont inféodés sont d'autant plus vulnérables dans les zones de dolines que le fond de la dépression est plus proche de la nappe et souvent en contact direct avec elle une partie de l'année. Étant donné leur contexte généralement karstique, l'utilisation d'engrais et de pesticide dans leur environnement favorise aussi respectivement leur eutrophisation ou dystrophisation, ou leur pollution par les pesticides (insecticides, désherbants, fongicides, etc.).
L'acidification des eaux douces et pluviales peut aussi précipiter la formation et l'effondrement de dolines.

### Vidéographie
- La Louisiane aspirée par la Terre depuis un an par Delphine Bossy, Futura-Sciences
- Une doline absorbante : [avi] « L'embut de Caussols (Alpes-Maritimes) », Bureau d'études H2EA, Nice, 2010